# Atarba (Ischnothrix) millaamillaa
Atarba (Ischnothrix) millaamillaa is een tweevleugelige uit de familie steltmuggen (Limoniidae). De soort komt voor in het Australaziatisch gebied.